# Robert Bryliński
Robert Bryliński (ur. 2 kwietnia 1991) – polski lekkoatleta specjalizujący się w biegu na 400 m przez płotki.
Swoją karierę rozpoczął w klubie KS Gwardia Piła. Początkowo był średniodystansowcem, a ostatecznie został płotkarzem.
W 2009 roku reprezentował Polskę na Mistrzostwach Europy Juniorów w Nowym Sadzie (Serbia) zajmując w finale szóstą lokatę.
Półfinalista Młodzieżowych Mistrzostw Europy w Ostrawie (Czechy) w 2011 roku.
W 2012 roku został wicemistrzem Polski w biegu na 400 m przez płotki z czasem 50,67 s. W 2014 roku został wicemistrzem Polski w biegu na 400 m przez płotki z czasem 50,47 s. W 2015 roku zdobył brązowy medal uniwersjady w sztafecie 4 × 400 m. 
W 2016 roku wywalczył złoto halowych mistrzostw Polski w tej konkurencji oraz srebro mistrzostw kraju na 400 m ppł z czasem 50,33 s. W lipcu tego samego roku wystartował na mistrzostwach Europy w Amsterdamie, pomyślnie przechodząc eliminacje, w półfinale zajmując 19. miejsce. W 2017 roku zdobył brązowy medal mistrzostw Polski z czasem 51,78 s. W 2018 roku zdobył brązowy medal mistrzostw Polski z czasem 50,67 s.
Reprezentant klubu OŚ AZS Poznań trenowany przez Roberta Maćkowiaka.
Rekordy życiowe:
- Bieg na 400 metrów – 47,27 s (Łódź, 6 czerwca 2021)
- Bieg na 400 metrów przez płotki – 49,88 s (Kraków, 12 czerwca 2016)

## Osiągnięcia
| Rok  | Impreza                                 | Miejsce   | Konkurencja                | Pozycja    | Wynik   |
| ---- | --------------------------------------- | --------- | -------------------------- | ---------- | ------- |
| 2009 | Mistrzostwa Europy juniorów             | Nowy Sad  | bieg na 400 m przez płotki | finał      | 53,02   |
| 2011 | Młodzieżowe Mistrzostwa Europy          | Ostrawa   | bieg na 400 m przez płotki | półfinał   | 51,77   |
| 2014 | Superliga drużynowych mistrzostw Europy | Brunszwik | bieg na 400 m przez płotki | 5. miejsce | 50,64   |
| 2015 | Letnia Uniwersjada                      | Gwangju   | sztafeta 4x400 m           | 3. miejsce | 3:07.86 |
| 2016 | Mistrzostwa Europy                      | Amsterdam | bieg na 400 m przez płotki | półfinał   | 50,42   |